# Großsteingrab Mellen
Das Großsteingrab von Mellen liegt im Lenzener Gemeindeteil Mellen an der L 13 (Karstädter Straße) in der Prignitz im äußersten Norden Brandenburgs und trägt die Sprockhoff-Nr. 453. Die Anlage entstand zwischen 3500 und 2800 v. Chr. als Megalithanlage der Trichterbecherkultur (TBK).
Das Nordost-Südwest-orientierte Hünenbett des Großsteingrabes, auf dessen südlicher Seite alle Steine der Einfassung fehlen, ist 22 Meter lang und acht Meter breit. Es wird als „gangloses Ganggrab“ beschrieben. Ewald Schuldt (1914–1987) hat in Mecklenburg derartige Anlagen gefunden, die er hilfsweise „Portalgräber“ nannte, was jedoch mit den Portal Tombs der  Britischen Inseln kollidiert, die von gänzlich anderer Bauart sind. In etwa baugleiche Anlagen finden sich dagegen in der Provinz Drenthe in den Niederlanden, wo sie als „Portaalgraf“ bezeichnet werden.

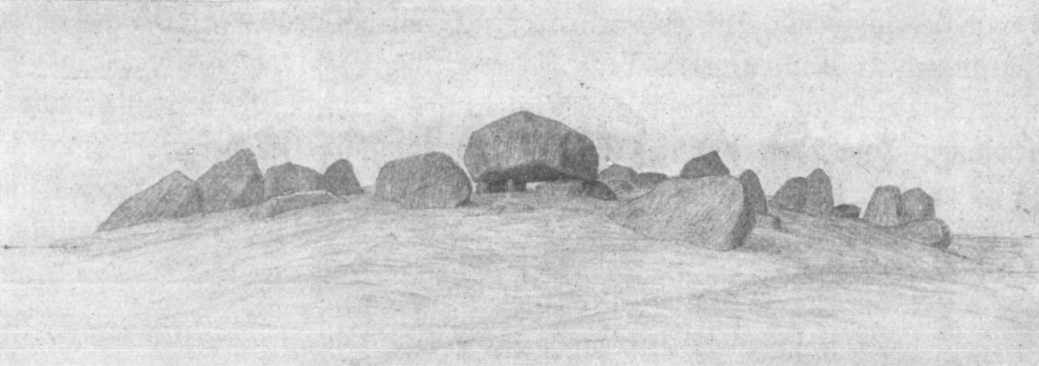
Das Großsteingrab auf einer Zeichnung von Wilibald von Schulenburg (1887)

Das Großsteingrab auf einer Zeichnung von 1902

Von den ursprünglich sechs Decksteinen sind noch drei vorhanden. Zwei davon sind in die Kammer verstürzt. Von den einst zwölf Tragsteinen existieren noch acht, die sich teilweise nicht in situ befinden. Bei der Einfassung, von der noch 17 Steine erhalten sind, stellte man die Wächtersteine (darauf verweisen zumindest die Spuren) so auf, dass die Eckblöcke aus der Phalanx schräg herausragen. Früher war das Großsteingrab Mellen nur eines von mehreren in dieser Gegend. Alle übrigen wurden für den Straßen- oder Brückenbau verwendet.